# سیارک ۷۹۱۱۷
سیارک ۷۹۱۱۷ (به انگلیسی: 79117 Brydonejack، نامگذاری:1988QC1) هفتاد و نه هزار و صد و هفدهمین سیارک کشف شده‌است که در ۱۶ اوت ۱۹۸۸ کشف شد.